# Gottfried Diener
Gottfried Diener (Zurigo, 1º novembre 1926 – Engelberg, 26 maggio 2015) è stato un bobbista svizzero.

## Biografia
Ai VII Giochi olimpici invernali (edizione disputatasi nel 1956 a Cortina d'Ampezzo, Italia) vinse la medaglia d'oro nel Bob a quattro con i connazionali Franz Kapus, Robert Alt e Heinrich Angst, partecipando per la nazionale svizzera, superando la nazionale italiana (medaglia d'argento) e statunitense.
Il tempo totalizzato fu di 5:10,44 con un distacco inferiore ai due secondi dalle altre medagliate, 5:12,10 e 5:12,39 i loro tempi.
Inoltre ai campionati mondiali vinse due medaglie d'oro:
- nel 1954, nel bob a quattro con Fritz Feierabend, Harry Warburton e Heinrich Angst[3]
- nel 1955, nel bob a quattro con Franz Kapus, Robert Alt e Heinrich Angst.